# (3499) Hoppe
(3499) Hoppe est un astéroïde de la ceinture principale.

## Description
(3499) Hoppe est un astéroïde de la ceinture principale. Il fut découvert le 3 novembre 1981 à Tautenburg par Freimut Börngen et Karsten Kirsch. Il présente une orbite caractérisée par un demi-grand axe de 3,11 UA, une excentricité de 0,17 et une inclinaison de 2,2° par rapport à l'écliptique.

## Compléments